# Germania Wuppertal
Germania Wuppertal (offiziell: Sportverein Germania 07 Wuppertal e. V.) war ein Sportverein aus Wuppertal. Die erste Fußballmannschaft spielte zwei Jahre in der höchsten niederrheinischen Amateurliga.

## Geschichte
Der Verein wurde im Jahre 1907 als SV Athen Elberfeld gegründet. Sechs Jahre später fusionierte dieser mit Teutonia Elberfeld und Britannia Elberfeld zum BV Germania Elberfeld. Dieser Verein wurde im Jahre 1919 in SV Germania Elberfeld und schließlich im Februar 1937 in SV Germania Wuppertal umbenannt. 
Im Jahre 1920 stieg die Germania in die seinerzeit erstklassige Kreisliga Berg auf, musste aber in der folgenden Spielzeit nach einer Ligareform wieder in die zweithöchste Spielklasse. Die Rückkehr in die mittlerweile 1. Bezirksklasse Berg/Mark genannte höchste Spielklasse gelang im Jahre 1926 nach einem 3:2-Entscheidungsspielsieg über Schwarz-Weiß Barmen. Nach nur einem Jahr folgte der direkte Wiederabstieg, bevor die Mannschaft 1930 zum dritten Mal in die Erstklassigkeit aufsteigen konnten. In der Aufstiegssaison 1930/31 erreichte die Germania den dritten Platz.
Zwei Jahre später verpasste die Mannschaft die Qualifikation für die neu geschaffene Gauliga Niederrhein und spielte in der zweitklassigen Bezirksklasse weiter. Nach dem Ende des Zweiten Weltkriegs spielte die Germania ab 1946 in der Bezirksklasse Berg/Mark, wo die Mannschaft in den 1950er Jahren zu einer Spitzenmannschaft wurde. Nach mehreren dritten Plätzen gelang schließlich im Jahre 1954 der Aufstieg in die Landesliga, der seinerzeit höchsten Amateurliga am Niederrhein. Nach einem sechsten Platz in der Aufstiegssaison wurde ein Jahr später die Qualifikation für die neu geschaffene Verbandsliga Niederrhein verpasst. 1957 folgte der Abstieg in die Bezirksklasse. In den folgenden Jahren kam die Germania nicht über die Bezirksklasse hinaus und fusionierte im Jahre 1976 mit dem VfL Wuppertal 12 zum SV Borussia Wuppertal.

## Persönlichkeiten
- Helmut Domagalla
- Hermann Mellage